# 魔装機神シリーズ
『魔装機神シリーズ』（まそうきしんシリーズ）は、ゲームソフト『スーパーロボット大戦シリーズ』に登場するバンプレストオリジナルの架空のロボットアニメ。

## 概要
本作は、ロボットアニメ作品が複数登場するクロスオーバー作品「スーパーロボット大戦シリーズ」の第2作として1991年に発売された『第2次スーパーロボット大戦』において、架空のロボットアニメ作品として初めて登場した。ゲームオリジナルキャラクターでありながら、他の原作があるキャラクターと同等に扱われ人気を博し、1994年発売の第4作『スーパーロボット大戦EX』では本作のキャラクターが主人公として活躍。1996年には『スーパーロボット大戦外伝 魔装機神 THE LORD OF ELEMENTAL』として単独でゲーム化された。
登場当初の作品名は『魔装機神サイバスター』であった。名前の前半部分は異世界ファンタジーアニメという設定から、ファンタジックなイメージを強調して「魔を装う機体」=「魔装機」、さらにその上を行く機体として神をつけて「魔装機神」。後半部分はcyber(電脳)・psy(心理・精神)・buster(破壊者)・bastard(規格外の)・star(星)の組み合わせで「サイバスター」となっている。またロボットアニメのタイトルに「漢字4文字+カタカナ」のパターンが多いことにもかけている。その後単独ゲーム化の際に、商標の関係でテレビゲームのタイトルにこの名称が使用できず、サイバスターの部分を魔装機神の英語訳に置き換えた『魔装機神 THE LORD OF ELEMENTAL』へと作品名が変更された。
本作の設定・シナリオは、『第2次スーパーロボット大戦』から始まるスーパーロボット大戦シリーズの「DC戦争シリーズ」と同じく、当時ウィンキーソフトに所属しスーパーロボット大戦シリーズ開発の総監督だった、ゲームデザイナーの阪田雅彦が担当している。前述の通りテレビアニメ番組を意識した本作は、ゲームのために生み出されたキャラクターでありながら一つの作品として成立する世界観を持つが、DC戦争シリーズのオリジナルキャラクターと関連を持つなどDC戦争シリーズと世界を共有しており、ゲームから完全には独立していない。また、単独発売されたソフトも全てスーパーロボット大戦シリーズのスピンオフとされる。

### 成り立ち（1991年〜1996年）
1991年の『第2次スーパーロボット大戦』の開発時、版権作品に混じってオリジナルロボットを登場させることが決定した。そこで候補としてバンプレストオリジナル企画の「魔装機神サイバスター」・「武装機甲士グランゾン」・「次元烈風狩狼哉（じげんれっぷう・しゅろうや）」の3作品が挙がり、「魔装機神サイバスター」が採用となった。当初は『聖戦士ダンバイン』を登場させたかったが調整段階で断念し、イメージ的に近い「魔装機神サイバスター」を登場させたとも言及されている。「武装機甲士グランゾン」はさらに候補として挙がっていた「機甲魔界サイバスターvs魔装機甲士グラジオン」のグラジオンと設定を統合し、サイバスターのライバルキャラクターとして同じ作品にまとめられた。ファミコン版『第2次スーパーロボット大戦』の説明書で「魔装機神サイバスター」・「武装機甲士グランゾン」と別作品のように記載されるのはこの名残である。なお、「武装機甲士グランゾン」は主人公のシュウが異星人と戦うダークヒーロー的な作品で、グランゾンや南極事件の設定などが引き継がれた。一方「次元烈風狩狼哉」は、「サイバスターとグランゾンの対決を止められるのは、次元を越える能力を持つ狩狼哉だけ」という作品だったが、設定の複雑さやオリジナル作品が多くなることから完全な没企画となった。
その後、本作は『第2次スーパーロボット大戦』の続編である1993年の『第3次スーパーロボット大戦』、1994年の『スーパーロボット大戦EX』と順当に登場。本作のキャラクターが主人公となる『スーパーロボット大戦EX』では、『聖戦士ダンバイン』の登場や、オカルト色の強い『勇者ライディーン』が前作の『第3次スーパーロボット大戦』で登場済みだったことを受けて、本作にもオカルト要素を入れることが決まり地球空洞説を採用して地底世界ラ・ギアスの世界観が構築された。さらにDC戦争シリーズ最終作となる1995年の『第4次スーパーロボット大戦』に登場後、DC戦争シリーズの前日談・後日談にあたるストーリーがスピンオフとして1996年に『スーパーロボット大戦外伝 魔装機神 THE LORD OF ELEMENTAL』のタイトルで単独ゲーム化され、本作のストーリーの全容が明らかとなる。

### 提携解消とその後の展開（1999年〜2001年）
『第4次スーパーロボット大戦』のリメイクである『スーパーロボット大戦F』が開発されていた1997年頃に、『スーパーロボット大戦外伝 魔装機神 THE LORD OF ELEMENTAL』の続編も予定されていたが『スーパーロボット大戦F』の開発期間増大の影響で開発中止となった。その後、『第2次スーパーロボット大戦』・『第3次スーパーロボット大戦』・『スーパーロボット大戦EX』の3作をリメイクした1999年発売の『スーパーロボット大戦コンプリートボックス』を最後に、ウィンキーソフト（製作）とバンプレスト（販売）の提携は解消され、以降ウィンキーソフトはスーパーロボット大戦シリーズの製作に関わらなくなる。提携解消後、バンプレストとウィンキーソフトは本作の続編やリメイクは製作せずに、それぞれ独自に関連作品を発表している。
バンプレストは、スーパーロボット大戦シリーズのスタッフが関わらない形で、設定を大幅に変更したPlayStation用ソフト『真・魔装機神 PANZER WARFARE』やTVアニメ『魔装機神サイバスター』、ラジオドラマ『魔装機神サイバスター』を1999年に発表。一方、2000年から開始のスーパーロボット大戦シリーズの「αシリーズ」には本作のロボットやキャラクターを引き続き登場させている。これについてスーパーロボット大戦シリーズのプロデューサー・寺田貴信は「続編を出したいが最初から作っている人物に作ってほしい」・「自分が作り直すとしても新作ではない」・「サイバスターがユーザーに忘れられないように各作品に登場させている」とコメントしている。
ウィンキーソフトは、阪田と連携し本作の続編企画を流用してウィンキーソフト初のオリジナル作品・PlayStation用ソフト『聖霊機ライブレード』を2000年に発表。また、ウィンキーソフトの公式サイトにおいて、阪田の手による本作の過去を描いたweb小説『ラングラン戦記』を発表する。

### OGシリーズと15年ぶりの続編（2002年以降）
バンプレストは、2002年からオリジナルキャラクターのみで構成されたスーパーロボット大戦OGシリーズを展開し、本作もこれに登場している。OGシリーズは版権作品が登場しないが、2007年に発売されたPlayStation 2版は45万本の売上を記録し、2度もアニメ化されるなどヒットになった。そうした流れの中、OGシリーズの外伝であるOGサーガシリーズの一つとして、『スーパーロボット大戦外伝 魔装機神 THE LORD OF ELEMENTAL』をリメイクした『スーパーロボット大戦OGサーガ 魔装機神 THE LORD OF ELEMENTAL』が2010年に発売された。約11年振りにウィンキーソフトが製作を手がけ、2012年に続編『スーパーロボット大戦OGサーガ 魔装機神II REVELATION OF EVIL GOD』が発売された。また、同年発売の『第2次スーパーロボット大戦OG』ではLOEの1章と2章の間のストーリー（『スーパーロボット大戦EX』のストーリー）が収録されている。2013年には『スーパーロボット大戦OGサーガ 魔装機神III PRIDE OF JUSTICE』が発売。2014年発売の『スーパーロボット大戦OGサーガ 魔装機神F COFFIN OF THE END』をもって本シリーズは完結する。長年携わってきたウィンキーソフトは、スーパーロボット大戦に関する移植を一作行った後、2016年2月に倒産となる。
魔装機神自体のシリーズは上記のとおりだが、OGシリーズとしては『スーパーロボット大戦OG ムーン・デュエラーズ』にてさらにその後を描く。

## 作品一覧
- 『スーパーロボット大戦外伝 魔装機神 THE LORD OF ELEMENTAL』
  - 『スーパーロボット大戦OGサーガ 魔装機神 THE LORD OF ELEMENTAL』
- 『スーパーロボット大戦OGサーガ 魔装機神II REVELATION OF EVIL GOD』
- 『スーパーロボット大戦OGサーガ 魔装機神III PRIDE OF JUSTICE』
- 『スーパーロボット大戦OGサーガ 魔装機神F COFFIN OF THE END』

## 登場作品
本作のキャラクターは以下の作品に出演している。カッコ内はその略称。
スーパーロボット大戦シリーズ
- DC戦争シリーズ
  - 『第2次スーパーロボット大戦』（『第2次』）
  - 『第3次スーパーロボット大戦』（『第3次』）
  - 『スーパーロボット大戦EX』（『EX』）
  - 『第4次スーパーロボット大戦/『第4次スーパーロボット大戦S』（『第4次/S』）
  - 『スーパーロボット大戦F』/『スーパーロボット大戦F完結編』（『F/完結編』）
  - 『スーパーロボット大戦コンプリートボックス』（『CB』）

- αシリーズ
  - 『スーパーロボット大戦α』/『スーパーロボット大戦α for Dreamcast』（『α/DC版』）
  - 『スーパーロボット大戦α外伝』（『α外伝』）

- OGシリーズ
  - 『スーパーロボット大戦ORIGINAL GENERATION』（『OG1』）
  - 『スーパーロボット大戦ORIGINAL GENERATION2』（『OG2』）
  - 『スーパーロボット大戦ORIGINAL GENERATION THE ANIMATION』（『OGOVA』）
  - 『スーパーロボット大戦OG -ディバイン・ウォーズ-』（『DW』）
  - 『スーパーロボット大戦OG ORIGINAL GENERATIONS』（『OGS』）
  - 『スーパーロボット大戦OG外伝』（『OG外伝』）
  - 『第2次スーパーロボット大戦OG』（『第2次OG』）
  - 『スーパーロボット大戦OG ダークプリズン』（『OGDP』）
  - 『スーパーロボット大戦OG ムーン・デュエラーズ』（『OGMD』）

- 3部作
  - 『スーパーロボット大戦X』（『X』）
  - 『スーパーロボット大戦T』（『T』）

- その他
  - 『スーパーロボット大戦Operation Extend』（『OE』）
  - 『スーパーロボット大戦X-Ω』（『X-Ω』）
  - 『スーパーロボット大戦DD』（『DD』）
  - 『スーパーロボット大戦30』（『30』）

コンパチヒーローシリーズ、他
- 『シャッフルファイト』
- 『ヒーロー戦記 プロジェクト オリュンポス』（『ヒーロー戦記』）
- 『バトルサッカー2』
- 『Another Century's Episode:R』（『A.C.E：R』）

## ストーリー
ここでの第1章および第2章とはLOE『SFC版/DS版』でのシナリオであり、地上での戦い『第2次』から『第4次』までDC戦争シリーズ（および『OGs』『OG外伝』などのOGシリーズ）や、地上人召喚事件『EX』（『第2次OG』）のシナリオと前後したストーリーとなっている。

### 魔装機神 LOE第1章
日本人、安藤正樹（マサキ・アンドー）は魔装機の操者として地底世界ラ・ギアスの神聖ラングラン王国に召喚された。当初は見知らぬ世界に戸惑うマサキだったが、ラ・ギアスのために力を貸してほしいと請われて魔装機操者となり、サイバスター強奪事件をきっかけに風の魔装機神・サイバスターの操者と認められる。その功績からラングランの古の英雄・ランドールの名前を与えられたマサキは、師匠であり、初代ランドールの子孫である剣皇ゼオルートとその娘プレシアの家族とされ、魔装機神操者としての自覚を次第に深める。他の魔装機操者の仲間達やラ・ギアスの人々との交流の中で人間的にも成長したマサキは、ラ・ギアスに自分の居場所を見つけていく。
あるとき、サイバスターが単機で地上と往復可能だと知ったマサキは、故郷への僅かな未練から地上へと上がり、そこでグランゾンに搭乗したシュウ・シラカワ（白河愁）に出会う。シュウに何か危険なもの感じつつも、そのままラングランへと帰還。
その後、シュウ（クリストフ）はラ・ギアスに現れ、ラングランに宣戦布告を行い、その際の戦闘でゼオルートが犠牲となる。仇を討とうとしたマサキはグランゾンとシュウの圧倒的な力に苦戦するも、魔装機神操者としての精神的な成長を見せたことにより、風の精霊「サイフィス」と同調し、奇跡的に憑依（ポゼッション）を発動させグランゾンを退ける。
その後、マサキ達がルオゾールの陽動作戦に引っ掛かった際に、ラングラン王都はラセツ率いるシュテドニアス軍に襲撃され、壊滅してしまう。マサキたちは王都に戻ろうとするが、その際の戦闘で、大地の魔装機神ザムジードの操者・リカルドが、水の魔装機神ガッデスの操者・テュッティをかばって死亡する。マサキは先行し王都に駆けつけたが間に合わず、壊滅状態の王都を目の当たりにする。そこに現れたシュウは「私ではない、と言ったところで、あなたは納得しないでしょうね。あなたには事実より真実の方が大切なようですから」と意味ありげな言葉を残して、地上へと向かう。その後、マサキは重傷を負ったウェンディの話から、全てが終わった後にシュウが王都に現れたと知る。さらに王都を守りきれず、仲間達とはぐれてしまった炎の魔装機神グランヴェールの操者・ヤンロン、そしてリカルドを失ったテュッティと合流したマサキは、2人にラングランを任せ、シュウを追って地上に向かう。

### 地上での戦い
地上世界の南極に出たマサキは、そこで南極事件に遭遇し、そこにいたシュウに戦いを挑むが、逃げられてしまう。その後マサキは、去り際にシュウが「ビアン博士に会う」との言葉を残したため、DCを追い、地上の部隊と共闘してDCの総帥ビアン・ゾルダークを倒すも、シュウを取り逃がす。以後もマサキは、地上で行動する際は同じ部隊と度々共闘する。
マサキは再びシュウを追うが、地上世界ではDC残党や異星人との戦争が勃発したため、シュウ打倒の前にその混乱を収めるために奔走。その過程でビアン・ゾルダークの娘・リューネと戦う。リューネはマサキに敗れた後、マサキを「気に入った」として味方になった。そして、異星人、DC残党などの全ての敵を撃墜後、一時的にマサキ達に協力していたシュウが突如裏切り、グランゾンをネオグランゾンに変化させ襲いかかってきたが、マサキはこれを打ち砕くことに成功した。

### 地上人召喚事件
シュウとの決着をつけたマサキはラ・ギアスに帰還するが、その頃ラングラン王国は王都壊滅後に侵攻してきたシュテドニアス軍に占領され、フェイルロード軍やカークス軍が各個でシュテドニアス軍と戦っていた。また、地上世界から大量の地上人が召喚される事件が発生。この中にはリューネをはじめ、マサキの地上での仲間達も含まれていた。
マサキは召喚された地上の仲間達と共にフェイルロード軍に、リューネはヤンロンに助けられた縁で、同じく助けられた仲間達と共にカークス軍にそれぞれ参加する。彼らの活躍もありフェイルロード軍とカークス軍の連合軍はシュテドニアス軍を追い払うことに成功し、ラングラン王国はひとまず戦乱から解放された。しかしフェイルとカークスはそれぞれの思惑でラングラン全土征服を目論んだため、マサキや、リューネと共に行動していたヤンロンは魔装機神操者の義務に従い彼らを倒すことになる。
一方シュウはヴォルクルスの力を借りたルオゾールの手により蘇った。復活したシュウは記憶を失いながらもヴォルクルス復活のために暗躍するが、記憶を失ったことでヴォルクルスとの契約が解除されたシュウの真の目的は、復活以前の自分を操り利用していたヴォルクルスを復活させて倒すことにあり、サフィーネ、モニカ、テリウスらの仲間と共に、これを倒すことに成功する。

### 再び地上世界へ
ヴォルクルスを打倒したシュウは、地上でゲストとの因縁を清算すべく、仲間と共に地上へ上がる。そしてゲストや魔装機神操者等を宇宙のとある場所へ招き、グランゾンの特異点を崩壊させたのである。
マサキ達魔装機神操者は鋼龍戦隊に合流して各地を転戦。その過程でマサキを追って上がってきたリューネらも加わることになる。ゲストとの戦いが終局に近づいたところでシュウらも鋼龍戦隊に合流、共に司令官ゼゼーナンを討ち取った。
その後封印戦争と呼ばれることになること戦争の黒幕を共に打倒したことで戦争は終結。マサキ達はラ・ギアスへと帰還した。シュウとその仲間については、黒幕打倒後に姿を表したゴライクンルの面々を倒した後、ラ・ギアスへと帰還している。
以上の顛末はOGシリーズのものであり、DC戦争シリーズでは作品により展開が異なる。

### 魔装機神 LOE第2章
ラ・ギアスでは依然としてラングランとシュテドニアス、バゴニアとの緊張した状態が継続していた。戦力を増強している両国に対しラングランは、度重なる混乱により魔装機操者の多くが行方不明であったり死亡したりしており、戦力が不足していた。ある日、王室アカデミーの未来見たちは、早くとも半年後にラ・ギアス全土を巻き込む脅威の存在とそれに立ち向かうサイバスターを予言した。
マサキ達は他の操者達と再会しながら、再び勃発したシュテドニアス、バゴニアとの争乱の果てに、影で暗躍するラセツ、ゼツらに立ち向かっていく。
この章ではルート選択によって展開が大きく2つに分かれ、さらに各ルート内の分岐によって展開が細かく変化する。
ロドニー・ジェスハとエリス・ラディウスがマサキ達と関わるルート（シュテドニアスルート）
マサキらは、シュテドニアスを攻勢に傾けるラセツらと対決。さらにバゴニアでも、かつて人道を踏み外した研究で練金学協会から追放されたことを恨むゼツ等と対決。
この対決を制し落ち着いたかに見えたが、ラングランにおいて謎の女テューディが新魔装機イスマイルを開発・暴走させる。
このルートでは大きな分岐がありさらに2つの展開に分かれる。
ラセツがシュテドニアスを支配しラングランとの全面戦争になるルート
イスマイル修理のためにシュテドニアスに逃げたテューディはラセツと同盟を組み、デュラクシールを再生。マサキ達はウェンディを取り戻し、ラセツを倒すためシュテドニアス国内に侵入する。
ラセツが失脚もしくは国外追放されるルート
ラングラン国内に逃げてきたラセツとジョグにテューディが復元したデュラクシールを渡し魔装機神隊に戦いを挑む。
いずれのルートも最終決戦はラセツとテューディの野望を阻止する展開となるが、最終ボスが異なる。
ロドニー・ジェスハとエリス・ラディウスが自力逃亡するルート（バゴニアルート）
反乱を起こしたラセツの手から逃れたロドニーはシュテドニアス本国に返り咲く。ウェンディの姉・テューディの造った17番目の魔装機イスマイルを強奪し起死回生を狙うラセツだがマサキ達に阻止され、ロドニーの策略によって失脚。このルートではテューディはイブンの手でウェンディと完全に分断され、あまり登場しない。
さらに剣聖シュメルを取り込んだガッツォーを駆るバゴニアのゼツと対決し、ゼツの狂った野望も阻止する。
平和が戻ったかに見えたが、海水浴に出向いたマサキたちの前にデモンゴーレムが大量発生し、シュウも現れた。シュウはルオゾールが蘇ったこと、ヴォルクルスの力を得たことを伝え、マサキたちに協力することになる。強大な力を手に入れたルオゾールを止めるため、彼らは最後の戦いに赴く。
上記の別ルートでもルオゾールは復活しており、デメクサを仲間にした際にそれが明かされたり、ヴォルクルスの分身がマサキ達の前に立ち塞がったりするが、マサキ達がヴォルクルスの分身と戦っている間にシュウがルオゾールを倒しており、多くは語られない。

### 魔装機神II ROE
LOE第2章からしばらくして、マサキ達が新たに見つかったヴォルクルスの神殿を調査するところから始まる。神殿で、教団の大司教サティルスと、彼に召喚されたヴォルクルスの分身との戦いに勝利し、神殿の破壊に成功する。なお、前作の各ルートとの繋がりは、バゴニアルートをメインにしながらテューディとの戦いもあったとするなど、一部を除いて各ルートの展開や設定を折衷する形となっている。
その後、魔装機神操者を筆頭とした独立部隊「アンティラス隊」が結成され、新造の巨大戦艦フリングホルニを母艦として、紛争の調停や依頼による厄介事の解決の為に様々な場所を巡ることになる。
やがてテロリストの活動活発化を皮切りに、シュテドニアスで北部地方・南部地方の2つに国家が分裂して紛争が始まり、この紛争の解決とその裏で暗躍するヴォルクルス教団との戦いがストーリーのメインとなる。序盤終わり頃の選択肢などによって、ストーリーが3つのルートに分かれる(どのルートでも、最終的には南部軍に入り込んだテロリスト及びヴォルクルス教団との戦いに発展)。
北部・ウェンディルート
初期にシュテドニアス北部軍と戦うルート。終盤はサンドリーブ姉妹やエリアル王国のアドバーザリー部隊が協力してくれる。このルートでは魔装機神I 第2章の戦いの原因となったウェンディの身体の秘密が明らかとなる。
南部・ヤンロンルート
初期にシュテドニアス南部軍と戦うルート。このルートではヤンロンとエルシーネとの交流が中心となっていく。また今作で唯一、終盤にシュウ一派全員が一時的に同行するルート。
プレシアルート
序盤の終わりまでに特定の条件を満たした時にのみ進めるルート。このルートではプレシアの身体に仕組まれていた呪いの秘密が、彼女の父・ゼオルートの死との関連も含めて明かされる。

### 魔装機神III POJ
ROEからしばらくして、マサキとリューネがシュテドニアスからの脱走兵を追う所から始まる。前作同様、一部を除いて各ルートの展開や設定を折衷する形となっており、テューディが完全に復活していたり、プレシアの呪いが解けていたり、ヤンロンとエルシーネの確執もあったりしている。
前作での南北戦争の戦果からアンティラス隊に脅威を感じた団体、テロリストは多く、究理解明団、ラーヴァナの継承者、平和連合急進派の同盟を皮切りにパーゼミュート社による反アンティラス隊結成など、反アンティラスの気運が高まり、マサキたちは自分達を世界の敵とする相手と否応なく戦わされる事となる。そんな世界情勢の中、ヴォルクルス教団も水面下で暗躍。ヴォルクルス完全復活の為、最後の一柱の邪神であるグラギオスの復活を目論んでいた…
今作も前作同様、序盤の選択によって3つにルートが分かれる。ルート名はトロフィーによる公式の物。前作と異なり、最後に戦う事になる相手はルートによって異なる。
バゴニアルート
初期にバゴニアでの戦いとなる。主にジノやロザリー等バゴニア勢のキャラが話の中心人物となるルート。後半はファングの過去にまつわる話が明らかになる。
ラングランルート
初期にラングランでの戦いとなる。序盤こそラングランでの個別ルートになるが、中盤はバゴニアルートと共通になり、途中の選択肢によってエランとゼルヴォイド、そしてゼノサキス一族の謎が明らかになるシナリオに入る。
シュテドニアスルート
初期にシュテドニアスでの戦いとなる。序盤は前作のシュテドニアス南北戦争で生まれた暗部とヤンロンとレミアの確執、後半はゼツが生み出した最悪の魔装機ガッツォーの後継機となるガッツォー+を建造したラーダット王国での内乱とテュッティとヅボルバの交流が主となる。

### 魔装機神F COE
POJからしばらくしたある日、神聖ラングラン王国を中心に謎の結界「静死の棺」が展開され、神聖ラングラン王国との連絡が一切途絶える。それと同時に異形の怪物群がラ・ギアス全土を襲撃して主要都市は壊滅し、ラ・ギアスは滅亡の危機に瀕してしまう。その異変にシュウは立ち向かうが、ネオ・グランゾンは大破してしまいしばらくの間は運用できなくなってしまう。シュウ一行は陸上戦艦ヴィーラを用いて、行方不明になった魔装機神操者の捜索と同時に、静死の棺で覆われた全ての元凶の地でもある神聖ラングラン王国へ向かうのだった。

## 世界観

### 地底世界ラ・ギアス
| 面積             | 4億5206万 km2 |
| 人口             | 15億4891万人  |
| 陸地面積         | 2億128万 km2  |
| 海洋面積         | 2億5078万 km2 |
| 陸地と海洋の割合 | 1対1.25       |

（ラングラン語で「真の地球」もしくは「真の大地」という意味）
地球内部の4次元および5次元方向に歪曲した空間に存在する世界。通常次元ではごく小さな体積にとどまるが実質的な空間は広大で、海もあれば陸もある。エオルド大陸とナザン大陸の2つの大陸と大小いくつかの島がある。
ラ・ギアスには地平線や水平線は存在せず、太陽も中天にあるだけで動かないが、地上とラ・ギアスとの接点であるチベットと同じ周期で一日一日を刻んでいる。そのため、昼と夜の区別は存在している。この世界では夕方になると太陽は徐々に光を弱め、天から姿が消えて月が少しずつ姿を現す神秘的な光景が常にある。なお、高度を上げていけば成層圏に突入するが、ある一定高度以上は結界が張られており、進入不可能となっている。その先に何があるのかは諸説あるが不明。また、人工衛星の代わりに高高度飛空船が成層圏付近を飛んでおり、GPSなども機能する。
四季の変化は比較的少なく、気候はやや温和。地上世界の各地には、ラ・ギアスとの接点となる地点が存在し、バミューダ海域や、カリフォルニア沖、小笠原沖、チベット上空、アルジェリア上空など北緯30度から40度緯度に約72度の角度で存在する。これらの地点には地上とラ・ギアスを繋ぐ回廊である、「ゲート（後述）」が開きやすく、ごくまれに遭難した航空機や船舶がラ・ギアスに漂着することがある。古代からラ・ギアスの人類はゲートを通じて地上を行き来し、また、交流を深めた時期もあったため、地上世界にもラ・ギアスに関係する記録が残っている。現在では一部の特例を除いて地上への干渉を禁じている。OGシリーズの番外編漫画といえるOGクロニクルでは、マサキは地上に出た際にラ・ギアス関連の文献を抹消している。
また、さほど多くはないが、同名の人物がラ・ギアスと地上の双方に同時に存在することがある。例えば、アルバート・アインシュタインは双方の世界に存在するが、業績などが異なり、地上においては相対性理論の発見者として有名だが、ラ・ギアスでは仁徳の魔術師として著名である。両者は風貌的にも能力的にも共通点が多く、なんらかの作用によると思われるが、アストラル界が影響を及ぼしているという推測以外ははっきりとしたことがわかっていない。
ラ・ギアスでは核兵器の使用は無意味となっている。マサキの語るところでは古代にかけられた魔術が全土を覆っており、核分裂が抑止され中性子の減速材の代わりになるものが存在するためという。この設定は味方機体に核兵器搭載機が存在したDC戦争シリーズでのみ語られており、OGシリーズでは当初から核兵器搭載機が一切存在しないためにこの件については触れられていない。
ROEでは、地上のものと原理は異なるが、写真(立体映像式)やゲーム(地上から持ち込まれたものかは不明)といった、地上と類似する文化が登場した。

#### ゲート
地上とラ・ギアスを結ぶ通り道であり、一種の次元トンネル。地上とラ・ギアスの接点の一つであるチベットに恒久的なゲートが存在し、これによりラ・ギアスの人々は地上のことを熟知していた。さらに不定期に開かれる地上との接点を研究し、人工的にゲートを開く技術が確立された。しかし、ゲートを開くのは困難であり、ごく限られた術者しか開くことは出来ない。また、魔装機神の一機、サイバスターは単独で任意の座標にゲートを開くことが出来るが、サイバスター単体しか通ることは出来ない。なお、サイバスターがゲートを通る際は光の鳥のようなエフェクトが展開される。

### 国家
ラ・ギアスには全部で31の国家が存在する。

#### 神聖ラングラン王国
地底世界ラ・ギアスで最も古い国家。現在の年号はラングラン新暦。その歴史は約5万年と言われるが、神聖ラングラン王国自体の歴史は4959年と5000年足らずである。エオルド大陸東部からナザン大陸北西部に位置し、32の自治州からなる連邦制の国家である。人口は約2億2000万人。元々は共和制だったが現在の政治体制は立憲君主制を採用。議会は元老院と庶民院の2つからなる両院制。元老院は世襲制、庶民院は4年ごとに各州から人口比に応じた人数を選出するが、その方法は選挙、推薦など州によって違う。また、庶民院の定員は人口によって変動するが、およそ650名で、元老院は特に決まっておらず、現在は855名となっている。政策の施行は行政院により行われる。
行政機構は総督府、内務府、外務府の3つに大きく分けられ、内閣の長たる首相は任期が4年で3選まで。官僚は国王が指名し、権利と義務は表裏一体という考えのもと、多くの権利を有する者は多くの義務を有するという階級民主主義を採用している。階級民主主義とは、精霊信仰に基づいた考えであり、全ての物質には役割があり、その能力に応じて役割を分担するという考えから発生した制度である。階級（と職分）は15歳になると王族を除いて自分で選ぶことができ、ミドルネームとして名前に入れられ、王族、貴族、戦士階級は配偶者を複数持つことが許される。階級は固定されておらず、自分の能力に応じての転職も可能だが、現在では転職はおろか、階級選択の自由を行使する者はほとんど無く、親と同じ職業に就く者がほとんどである。なお、各階級間で貴賤の差別は一切存在しないことになっている。また、法の適用範囲も階級によって異なる場合があり、階級毎にさらに細分化された階級が存在する。
生活様式は18 - 19世紀のヨーロッパに近く、建物の建築様式は一見してアール・ヌーヴォー風である。第1章終盤のシュテドニアス軍による大規模なテロにより、国王アルザールは死去。以降は王位継承権を持つ者たちが揃って不在のため、政情不安定の状態にある（魔装機神I 第2章の序盤で、フェイルロード兄弟らのはとこが王に即位したとセニアが語っている）。魔装機神I 第1章の8年前に予言された「魔神の脅威」に対抗するため、魔装機計画を進めていた。
かつてはラ・ギアス全土の約8割を領土に持つ超大国だったが、4000年前にナザン大陸でシュテドニアス連合の結成を許し、約150年前にはバゴニアが独立。近年ではナザン大陸側の東部6州を和平のためシュテドニアス連合に譲渡し、弱体化の一途を辿っている。それでも近隣諸国への影響は計り知れない。独自の度量衡も存在し、1 ゴーツ = 約1.78 m、1 マク = 約67.5 kgにそれぞれ相当する。これはラングラン建国の祖に由来するとされる。

##### 暦
地上の暦とは微妙に違うが、マサキ・アンドーやリューネ・ゾルダークの言によれば「微妙に違うが、計算すれば大体同じになる」とのこと。微妙に違う点のひとつが「精霊の月」と呼ばれる閏月。この閏月は精霊祭（冬至の祭り）に関係したものでもあり、精霊の月が終わった後に新年の祭りたる「精霊祭」を行うと定めている。ただ、1年を構成する月日に関しての詳細はまだ霧の中。IIの用語辞典のなかに「5月1日から3日」という地上と変わらぬ表現がなされた箇所こそあるものの、一月の日数の解説はまだない。神聖ラングランから時を遡ること5000年前、紀元45111年の時代を描いた『ラングラン戦記』本文にて「29日」（このときの月は4月)まで存在することが判明している。

##### 階級
| 階級     | ミドルネーム (男/女) | 説明 |
| -------- | -------------------- | --- |
| 王族     | グラン/ グラニア     | 6つの階級の内、唯一選択権のない階級。地上世界の王族と同様に完全に血統に支配されるが、極希に高い魔力を持った人間が新たに王族とされることもある。しかし、その人物の代では王位継承権が発生しない。 有する権利は、納税の免除と元老院への参加。複数の配偶者を持つことが許され、また15歳の成人の儀において魔力テストに合格すれば王位継承権を認められるが、失格した場合は認められない。 立憲君主制故に国王の権限は決して大きなものではないが、祭儀を執り行い魔法結界へ魔力を供給し続ける義務があり、またラングラン国民の範として恥ずかしくない行動が求められる。 |
| 戦士     | ザン/ ザニア         | 職務上命を落とす危険性が高い階級であり、軍人以外にも警察官や消防士など死と隣り合わせにある職業が含まれる。警察権、防衛権はこの階級が担当する。 一定割合以下ではあるが、国政に参加でき、職務を忌避することができない義務が発生する。さらには死と隣り合わせの階級であるため、子孫を残すために複数の配偶者を持つことができる。セニアによると近年では少ない事例とのことだが、法律自体は現在も機能している。 |
| 練金学士 | ラアス/ ラスム       | 練金学の探求（自分自身の昇華と練金技術の奥義を極めること）を目的とした階級。地上の錬金術師のように俗世間と関わりを断つ者も多い。一定割合以下だが国政に参加する権利を持ち、職務上知り得た情報の秘匿義務と（その技術や物質、法則などに対抗手段がある場合に限り）公開義務が存在する。 |
| 神官     | ゼオ/ ゼオラ         | 精霊との対話により自然界との調和を図ることを目的とした階級であり、練金学的な知識を持つ者も多い。行政権を持つ者はこの階級から選出される。位階がもっとも高い者は大神官と呼称され、ラングランには8人存在する。 行政の主要部分を担当する権利を有するが、一定以上の私有財産を持てないという義務を持つ。 |
| 貴族     | ゾラン/ ゾラム       | 一種の監察官的役割を持った階級。この階級に属する者が司法権をもち、裁判を開く権利を有する。王族や戦士階級同様、配偶者を複数持てる。 |
| 平民     | クオ/ クオラ         | もっとも一般的な階級だが、情報権を握っている階級でもある。唯一、この階級のみ特に権利や義務を有さない。 |

##### ラングラン32州
ラングランの地方区分は、州、市、町の形で区分けされる。このうちナザン大陸のディムール、コォード、キナ、カラタミーフィ、ドレント、ガルデシアの6州は、春秋戦争後の暫定和平条約でシュテドニアス側の領土とされている。
| 州名           | 説明 |
| -------------- | --- |
| アルカビ       | |
| イラ           | 三方をラングラン、パローム、アルカビなどの州に囲まれ、一方を海に面した州。湾になっており、イラ湾を擁する。 イラ湾 調和の結界の維持装置である、「調和の塔」が設置される。シュウ達邪信徒が王都に奇襲を仕掛けるために陽動を行い、マサキ達がルオゾールと戦った場所。 |
| カラタミーフィ | ナザン大陸の中部に位置する州。自然環境が豊かで風光明媚な土地柄であるらしく、観光事業が盛ん。カークスは王都防衛計画の遅延の引責によりこの地に左遷され後にカークス軍を旗揚げした。また3機製作されたエウリードの残り2機がこの地の洞窟に隠されていた。先史文明の遺跡が多い。 |
| ガルデシア     | ナザン大陸の南東に位置する州。 |
| キナ           | ナザン大陸の北東に位置する州。 |
| ギャバリー     | サイツェット、ザボール、キルニン、リストンなどの州と隣接している州。特産のギャバリー牛は霜降りで最高級品。 |
| キルニン       | |
| コウォード     | ナザン大陸の中央部を縦に走る州。 |
| サイツェット   | ラングラン州の北部に位置する州。32州のうち最も広大な面積を誇る。 バナン市 サイツェット州随一の都市。魔装機神I第1章の中盤にテロリストの残党が降魔弾によるテロを行おうとした市。また、地上人召喚事件当時にはフェイル軍が王都奪還の前に一時的に陣を敷いた地であるほか、魔装機神I第2章の「邪神降臨」ルートでのゼツの終焉の地でもある。人口250万人。 ティーバ市 ヴォルクルスを封印した5大封印の地の一つ。また、シュウがアハマドを仲間に引き入れた地でもある。 レッグ島 フェイル王子が王都崩壊時に負った傷を療養した侍従長の屋敷があった島。のちに、残存戦力を纏めフェイル軍を挙兵した地でもある。                                     |
| ザボール       | 農業が盛んな州。米と小麦が特産品。またこの州の小麦で作ったパスタは絶品とされる。 エミール市 ザボール州第一の都市。魔装機神I第1章の序盤に国際会議が開かれ、この護衛任務でテロリストと戦った際にマサキは初めて人を殺している。人口は41万人。 ザイア市 最初にカークス軍にテリウスが保護された場所。州内の山岳地帯に位置する。 |
| サルゴン       | |
| ディムール     | ナザン大陸の北西に位置する州。ヌエット海を挟んでエオルド大陸側のトロイア州と接しており、シュテドニアスに譲渡後はラングラン王国と国境を接した。 |
| トルマン       | 地上人召喚事件の折り、マサキがフェイル軍と合流するため、レッグ島に向かう際に通過した州。 |
| ドレント       | ナザン大陸の南西に位置する州。かつては豊富の鉱物資源で知られた。現在は観光やリサイクル技術が収入源。ヴォルクルス信徒の拠点があり、シュウがこの地でルオゾールの蘇生術により復活を果たした。 |
| トロイア       | エオルド大陸の州。ヌエット海を挟んでナザン大陸側のディムール州と接しており、後にナザン大陸側の東部6州がシュテドニアスに譲渡されたため、シュテドニアスと国境を接した。古代遺跡の多い州であり、この地域の訛りはマサキなど日本人には関西弁として認識される。また、オリハルコニウムの原産地しても知られる。地上人召喚事件当時はシュテドニアス軍に占領されたが、カークス軍に奪還された。 グリモルド山 オリハルコニウムの大鉱脈のある鉱山地帯でもあり、地下にヴォルクルスを祀った神殿がある。また、ヴォルクルス封印のための5大封印がされた地でもあり、マサキ達が分身と、シュウが復活したヴォルクルスの本体とそれぞれ戦った地でもある。 |
| ナブール       | イラ湾の東部に位置する州。 |
| ナブロ         | |
| ノーヴァス     | ダンク市 シュテドニアス軍から逃げてきたアムロ、カミーユ、ファ（レオナを除くオクトパス小隊）を追撃してきたジェリル達（ムラタ）とリューネがゲッターチーム（キョウスケ）と共に戦った地。（）内はOGシリーズで置き換えられたキャラクターを記す。 |
| バオダ         | レドナ渓谷 地上人召喚事件当時、王都から撤退したシュテドニアス軍に対して、フェイル軍とカークス軍による同盟軍が大攻勢を仕掛けた地。 |
| バランタイン   | バット市 地上人召喚事件当時、偽のテリウスによる戴冠式が強行された市。 クサカ市 地上人召喚事件の際、カークスに保護されたテリウスがいた場所。シュウがテリウスを仲間に引き込もうと接触した市でもある。 |
| バルディア     | マニファーク市 地上人召喚事件当時、カークス軍の本陣がしかれた場所。 ナゴール湾 『EX』マサキの章の最終話にフェイル軍との決戦が行われた場所。 レティク市 ナゴール湾にある都市。魔装機神I 第2章でマサキ達がヴォルクルスの分身と戦った場所でもある。 |
| バローム       | |
| プフ           | |
| フラモス       | コーラルキャニオン 珊瑚の化石で出来た谷であり、観光名所として有名。マサキがテュッティ達と合流した場所でもある。 |
| ブルクセン     | シュウの説得によりカークスの下を出奔したテリウスが、最終的にシュウと合流した地。バランタイン州とラングラン州に隣接している。 |
| マドリーラ     | バゴニアとの国境に面した州。直接、本編には登場しなかったが、この州の州軍に属するルビット大尉とマサキは面識があり、この地に召喚されたショウ・ザマを助けている。 |
| マラカ         | エオルド大陸北東部の半島最東端に位置する州。紅茶の名産地として知られ、標高7,520 メートルのジャンチャク山を擁するマラカ山脈がある。ラ・ギアスに召喚されたリューネはこの地に出現した。 |
| ライオット     | ソラティス神殿 ラングランでは最も大きな神殿。現在の神官長はイブン大神官。正式な施設ではないが、イブン大神官が召喚技術の権威であるため、地上人の送還に利用されることがある。 |
| ラジナ         | ラングランで唯一の委託自治州。『スーパーロボット大戦コンプリートボックス』の設定資料に記載される州だが、「スーパーロボット大戦EXを一生楽しむ本」などの地図には記載されないため場所は不明。 |
| ラングラン     | 神聖ラングラン王国の王都であるラングラン市のある州。主要な政治機関が集中。 ラングラン市 この州の州都でありラングランの王都。魔装機操者の拠点である治安局の施設があるため、物語上、出番の多い都市。魔装機神I第1章終盤の大規模なテロにより壊滅し、その直後、シュテドニアス連合軍に占領されるが、フェイル軍によって解放される。 ガジェッタ山 王都ラングランの北にある標高2,112メートルの山。詳細は不明だが、マサキにはいい思い出のない場所。 |
| リストン       | クエイト市 地上人召喚事件当時、シュテドニアス軍に占領された街であり、シュテドニアス軍はここで戦略物資の採掘を行った。そのため、ヤンロンがカークス軍のトロイア奪還の陽動作戦のために奇襲を駆けた。 胞子の谷 大小様々なキノコの胞子が群生する渓谷。観光地として有名で、リューネはザッシュとのデートにここを選んでいる。 |
| ルザック       | ラングラン王国の最西端に位置する州。バゴニアとの国境に隣接し、トルマン州、ナブロ州、マドリーラ州に囲まれる。ラ・ギアスに帰還したマサキが山賊と戦闘を行い、その後ミオと出会った地である。 ラモンド市 直接は話に登場しないが、マサキが『EX』でマサキがラ・ギアスに帰還した際に、この都市の南方約30km地点に転移。その後、山賊と戦う。 イモータル渓谷 マサキがトールス達、ルザック州軍国境警備隊と共に、シュテドニアス軍の大部隊と戦った場所。また、マサキが初めてジョグと戦った場所でもあり、ミオの初陣の地でもある。 |

#### シュテドニアス連合国
ナザン大陸の大部分を占める。構成国には神聖ラングラン王国に匹敵する歴史を持つものも存在する。大統領制でラングランと同じく二院制で議会は上院と下院に分かれる。現大統領はレスデン共和国の与党党首グレイブ・ゾラウシャルド。
ヌエット海を挟んでラングランと対峙し、強力な魔装機を開発するラングランを警戒している。そのため魔装機神I第1章では、ラングランの政情不安定をついてラセツ・ノバステ率いる特殊工作隊を派兵。反政府テロ「ラングラン解放戦線」の支援による戦争工作、ひいては本格的な武力侵攻を行った。結果、地上人召喚事件後には暫定和平会談によりラングランのナザン大陸側の東部6州を領土とした。
その後、LOE第2章で再びラングランに侵攻するが、戦争を推進したゾラウシャルドの失脚あるいは死亡、ラセツの戦死に伴い、抗戦派が国内から一掃され、再びラングランと和平を結ぶ。
国内には何千年も前から南北間に確執があり、『ROE』ではゾラウシャルドの死亡に端を発した政情不安から一時内戦状態となった。

#### バゴニア連邦共和国
エオルド大陸の北西部にある。約150年前に神聖ラングラン王国から独立した新しい国であり、神聖ラングラン王国、シュテドニアス連合に並ぶラ・ギアスの3大大国である。「日和見のバゴニア」と呼ばれるように判断が遅く、春秋戦争の際も参戦時期を見誤った。連邦共和国と銘打ってはいるが、実質中央集権体制に近い。
地上人召喚事件の際は、数多くの地上人を傭兵として雇っていたようで、その名残として元DC軍のトーマス・プラットが帰還せずにバゴニアに残っている。さらに練金学協会から追放された問題人物であるゼツを国防責任者として起用するなど、ラングラン、シュテドニアスに並ぶ国力を手に入れようとなりふり構わず軍事方面に力を入れているようである。
地上人召喚事件当時はラングランとシュテドニアスの戦争を静観し、国境付近を威力偵察するのみだった。魔装機神I第2章では、ゼツに議会が扇動される形でラングランに宣戦布告するも、ゼツの戦死により和平を結ぶ。元々、ゼツの存在や議会の方針に不満を抱く将兵も多く、彼らは命令ゆえに仕方なく（あるいはゼツに洗脳されて）ラングランと戦っていた。そのため、マサキ達、魔装機神操者の「平和を乱すゼツを討つために戦うだけで、バゴニアに侵攻するつもりはない」という言葉を信じて、国境を越える彼らを黙認した者もいる。
ジノとロザリーの尽力により、『ROE』では比較的協力的であり、話にはさほど関わってこない。

#### エリアル王国
バゴニアとシュテドニアスに挟まれた島国で、体制は立憲君主制。
「巧みの国」とも言われる技術立国で、独自の魔装機開発技術を擁し様々な組織・国家に提供している（ラングラン製魔装機やフリングホルニの一部にもエリアル製の部品が使われている）。しかし、テロリストにまで武器が渡っているため、「死の商人」というイメージが存在する。これは、武器を輸出しその部品を提供することで自国に攻め込ませないための防衛策の一つであるとのこと。そのため、実戦経験がないという欠点も持つ。
国風は和風もしくはほぼ現代日本テイストであり、ロボット物に出てくるような基地が作られていたりする。そのため、オタク趣味のミオに基地の秘密を看破された。
アドバーザリー部隊
魔装機開発計画「オーガイン計画」のために組織された部隊。隊員にはスヴェンドシリーズのカスタム機が与えられている。

#### ラーダット王国
シュテドニアスの南部に位置する王国。本来の政治体制は立憲君主制だったが、本編より３０年ほど前に勃発した革命により、現在では一党独裁体制をとる。
第一次産業が主となる国で、魔装機開発技術やその操者に関してはほとんど進んでおらず、未だに前時代の魔術補助をする魔装機しかない。その為、シュテドニアスの間にあるエリアル王国と同盟関係を結んでおり、それによってなんとか国防を維持しているのが現状。練金学協会が存在しない。物資的繁栄に懐疑的な風潮がある。物価が安く、食材の評判も良い。
春秋戦争以前は余所者でも大歓迎だったようだが、現在では余所者への警戒心が強い。
歴史的な経緯から、ポトミア州においてはその自治権が尊重されている。

#### アルメラ共和国
ナザン大陸の直下に浮かぶ島国。元はシュテドニアス連合国の傘下にあったが、シュテドニアスがラーダット王国への領内侵犯に躍起になっていた時代、その隙を突いて独立を果たした中立国。
主要10ヶ国には列せられない小国。中立国家であったことで長きに渡り戦乱から逃れて平和を謳歌していたが、それ故に動乱の時代にあって兵士の練度不足が指摘されている。
地上の技術を取り込むことに積極的な魔装機開発企業・イルゼノン社を擁し、主力機として同社製の魔装機を採用している。

#### その他の国家
主要国家に名を連ねるエクシール共和国、ストロハイム人民共和国、メディーナ国、サザ公国、フィルデフィア民主共和国といった国家が存在する。エクシールはバゴニアの西（エオルド大陸西端）、ストロハイムはシュテドニアスの北東にある（ナザン大陸）。フィルディフィアはシュテドニアスの東に浮かぶ海洋の小国（エリアルの北）。メディーナはラーダットの西側。サザはラングランの北方に浮かぶ島。

#### ラ・ギアス聯盟
31ヶ国のうち政情不安定な3ヶ国を除いた28ヶ国が加盟する国際同盟。国際平和と安全の維持を目的とする。その歴史は長く、国家間の優劣は存在しない。
発せられる決議には強制力があり、その執行はラングラン、シュテドニアス、バゴニア、エリアルの4ヶ国提供による共同軍がかつて担当したが、たび重なる騒乱の中で機能しなくなり、三國戦争後にその任をアンティラス隊が担当することになる。

### 信仰の対象

#### 精霊
ラ・ギアスでは人間の創始した宗教はほぼ消滅しており、古代より伝わる精霊信仰が唯一広く行われる。精霊信仰は万物に生命が宿ると考えるアニミズムに近いため、自然との共存を望むラ・ギアスで発展した。ラ・ギアスでの定説では、精霊とは虚無と実体の中間にあり、それを信じるものの思惟の強さ、および量によってその存在が確定される不確かな存在であり、魔装機神Iではラ・ギアスの人々の心の現れであり、無意識の集合体とされる。性別は無いが、祀られている像を元に姿が再現される。
ラ・ギアスの精霊は風、炎、水、大地の4種（4大精霊）のいずれかに属する。精霊は長い年月を経る内に自我を持つものも現れ、それらはいずれもラ・ギアスの神話に精霊王として登場し、中でも風の精霊サイフィス、炎の精霊グランバ、水の精霊ガッド、大地の精霊ザムージュは最も有名で、それぞれ魔装機神4体の名前（守護名）の由来である。なお、前述の4種以外にも高位精霊は存在する。サイフィスとガッドは女性、グランバとザムージュは男性の姿をとっている。
精霊は4種のいずれかに属するが、その属性は様々であり、例えば風の属性の精霊にも「春風」「台風」「砂嵐」「陽炎」などの精霊が存在し、それらの中には、長い年月のうちにその種としての純粋さを追求し、風そのものの精霊になるものも現れる。こうした精霊としての純粋さが高いほど高位の精霊とされる。
ゼルヴォイドの精霊ゼルヴも自我を持ち、ゼルヴォイドの操者を自ら選ぶ為、高位級に属してはいるが4属性のどれにも当てはまらない無（无）で、ラ・ギアスで一般的に信仰されている精霊とも違うとされている。
精霊達の住む精霊界（アストラル界）は、ラ・ギアスの諸現象と密接に関連すると認知され、精霊の祭儀や魔術の研究を生業とする神官の職も確立されている。信仰を力とするためかアストラル界は人間の精神にも繋がっているようで、洗脳を行う術も編み出せる。
精霊が集合するとエーテルと干渉して発光（「フレアー現象」）することがあり、魔装機神と操者が惹かれ合う場合にみられる。
ゲーム中では精霊の位が高いほど有利なことを示すために、改造が進んだ機体に「高位」や「聖位」といった表示がされるが、設定上は精霊が高位や聖位に変化しているわけではない。また、ゲームにおいて聖位は、「空」は風系、「光」は炎系、「刻」は水系、「闇」は大地系として扱われているが、設定上これらの聖位精霊はいずれの属性にも属さない。聖位精霊は極めて不明瞭な存在であり、聖位精霊と契約に成功した魔装機は現時点では存在しない。
『COE』にて巨人族の王であるカドゥム・ハーカームを滅ぼすため、サイバスターを通じて全精霊の力を解放したため、巨人族の負の力と精霊達の正の力の対消滅によってアストラル界ごと存在が消滅。それに伴って全魔装機が精霊の加護を失っている。ゼルヴォイドの精霊であるゼルヴだけは「存在しない」ことが「存在する」証明となるが故にアストラル界消滅後も例外的に存在しているようである。

#### 憑依（ポゼッション）
魔装機神の守護精霊が操者の意思を認めて一体化すること。魔装機神Iでは、マサキが1度だけこの現象を引き起こした。この状態になったサイバスターはシュウ曰く「無敵」でグランゾンを一蹴するほどの強さを誇る。ただし、プラーナの消耗が激しいため、操者が死んでしまう可能性もある。
エランはゼルヴォイドに搭載されている補助装置ゼルヴィオリアによって擬似的にではあるが、自在にポゼッションを発動できる（『POJ』でマサキ同様の完全なポゼッションを習得している）。ラスフィトート復活に際し、危機を感じた精霊の声を聞き取った魔装機神操者もほとんどがポゼッションを発動させる。マサキにおいては精霊界での修行により一定時間なら自在に発動できるようになる。『POJ』では他の3人も完全なポゼッションを習得した。また、魔装機の守護精霊であるディンハイムもティアンとのポゼッションを発動させている事から、魔装機神で無くともポゼッションは可能なようだが、魔装機では機体自体がポゼッションの魔力に耐えられない。完全にコントロールが可能となった魔装機神はアストラル界からの精霊による干渉によって発動時にアストラル装甲が追加され、機体の形状が変化する。一方、ゼルヴォイドは元来ポゼッションを前提とした機体であるため、アストラル装甲を顕現させずとも難なくその負荷に耐えることができる模様。

#### 精霊レーダー
ラ・ギアスにおける探知装置。精霊の数が多いほど正確性を増す。調和の結界の崩壊後は精霊界の干渉が増大し、『EX』作中では敵に接近されるまで存在を探知できない事態が頻発した。また、抗魔術でもかく乱される。

#### 三邪神
古代の三邪神と呼ばれる三柱の神。破壊神ヴォルクルス、創造神グラギオス、調和神ラスフィトートの三柱が存在すると言われる。ヴォルクルス教団の古文書によれば、この三柱の神は本来同一の存在であるとの伝承があり、それぞれの神を真に復活させるには一柱単体では無く、相互に復活させる事で封印を弱められるとされる。その存在は近年まで疑問視されていたが、ヴォルクルス教団信者により、ヴォルクルス、ラスフィトートの分身が何体か復活している。それぞれの神の復活には生贄が必要で、その際に発する人間の感情を糧に復活する。鍵となる感情は神により異なる。分身は記録映像に写らないが、本物に近い力を持つ分身は写る事がある。
OGシリーズでは、正体について新たに設定された。太古の時代にクロスゲートを通って別次元の世界からラ・ギアスにたどり着いた巨人族たちの王である「カドゥム・ハーカーム」らが過去の人間たちとの戦いに敗れた際、自らを怨念化させて残すとともに三柱へと分裂したものが正体であった。後述のヴォルクルスの説明のように約2億年前にラ・ギアスを訪れて当時の人々に対して、「試練」に対抗する強き種とすることを目的として成長・発展させていくも、その後7000万年前に反旗を翻した人間たちに倒されて、55000年前のトロイア（現在のラ・ギアス大帝国）に三邪神の姿で人々の前へ現れた。当時の人間たちはヨーテンナイを生贄とした封印「調和の結界」を施すことで難を逃れるが、ヨーテンナイが行った「静死の柩」の終盤において偶発的に再び巨人の姿で復活を遂げることとなり、後にカドゥム・ハーカームも再生する。最終的にカドゥム・ハーカームは敗れて再び自身を怨念化しようとするもマサキに阻まれて失敗、力尽きた状態でクロスゲートへ落ちていき、ラ・ギアスの次元からは完全に放逐された。
ヴォルクルス
正しくは破壊神サーヴァ=ヴォルクルス。ラ・ギアスで、精霊信仰が主流になる前に信仰されたとされる神。現在も「ヴォルクルス教団」が存在し、シュウが把握しているだけで500万人ほどの信者がおり、教団最高位（とされている）の役職である大司教もルオゾールを除いて9人いる。ただし、大司教は互いを牽制しており、いっせいに行動することは少ない。およそ2億年から7千万年前にかけ、ラ・ギアスで繁栄していたが大異変により滅びた巨人族の残留思念の集合体とされる。シュウによればシヴァ神と同質の存在とのこと。人々の恐怖を糧とし、恐怖が増大するほど力を増す。復活の鍵となる感情は信頼していた者に裏切られた絶望。神話伝承等にしか情報がなかったため、他の2神共々その存在が疑問視されていたが、『EX』ではヴォルクルスの分身が復活している。なお、ラ・ギアスの神の定義は、「実在する、超常的な力を持った存在」である。破壊神の本質故か、信者以外の人間から、邪神として忌避される。
ラスフィトート
正しくは調和神ルザムノ=ラスフィトート。平和と調和を司る神で争いを無くそうとする。ヴォルクルスと異なり、存在が確認されていなかったが、魔装機神IIでヴォルクルス教団がヴォルクルス完全復活を目論み、ラスフィトートの分身が復活している。その本質とは異なり、ヴォルクルス同様の邪悪なプラーナを発しており(シュウ曰く「ヴォルクルスと同じ」)、精霊たちが危機を感じて魔装機神操者が次々とポゼッションを発動させる事態を招いた。ゼノサキス一族は不倶戴天の敵であり、初代ゼノサキスが長期の封印を施した。ただし、ティアン曰く｢時期が来れば勝手に復活する｣とのこと。復活の鍵となる感情は「無念」。平和を司るのに邪神とされる理由は、突出した力を持つものを滅ぼすことで平和をもたらそうとするため。さらに、対立するものは容赦なく排除しようとするので、ヴォルクルスと大差ないとされる。シュウ曰く｢ラスフィトートがもたらすのは死の静寂」。
グラギオス
正しくは創造神ギゾース=グラギオス。調和と破壊の後に世界を創造する神とされる。その力はあらゆる物質を無限に再生し、死者の蘇生さえも可能とすると言われる。復活させるには精霊の力を最大まで引き出す必要がある。他2体の邪神よりも復活は困難らしく、ワッシャー・ニールカンが行った儀式でも力の一部が宿るのみで、分身でさえも復活には至らなかった。また、死者の蘇生も成功しなかった。しかし、シュウによればこの一件で力が解放された事で、近い将来復活する可能性も出てきたとの事。
復活の鍵となる感情はプラスの思いである「希望」。死を前にしてなお希望を失わない者を生贄にしなければならないため、現世に絶望した者が大半のヴォルクルス教団ではアディーナムがレッフェンを生贄に復活させるまで成功例が存在しなかった。ワッシャーの儀式で復活できなかったのは、事実上生贄の役だった彼の持つ感情が「過去を求める」ものであり、復活に必要な「未来への希望」とは若干異なっていたため。
「創造神」とは言うが、「今ある世界を破壊して新しい世界を作る」ことを目的とした神であるため、現世の人間にとっては邪神でしかない。

#### 契約
精霊との契約と神との契約の2種類が存在する。
前者は、精霊の人格を魔装機に宿らせることを指し、大多数の魔装機は何らかの精霊と契約を結んでいるが、契約した精霊の人格や特性は魔装機の性能に大きな影響を及ぼしている。なお、オーガインなど契約成立に条件が必要な精霊もいる模様。
後者は、一般的にヴォルクルスとの契約が主流で、ヴォルクルスに忠誠を誓うことでその魔力を借り入れられるとされる。形式的には、自分の血など身体の一部を捧げる簡易なものや、全てを捧げる正式なものなどいくつか種類が存在する。契約とは多分に暗示的なものだが、契約した記憶が一種の強迫観念となって契約者を縛り、強く暗示をかければ自殺などを強制可能といわれる。

### 技術

#### 練金学
地上世界で科学が発展しているのと同様に、ラ・ギアスでは魔術の一種で錬金術に近い練金学（アルケミア）という学問が発展している。両者を比較すると、科学は科学技術によって発展するが、練金学は研究者自身の精神的成長によって発展する点が異なる。練金学の研究者は研究の成果は二の次と考えており、練金学は一種の哲学が入った学問ともいえる。別名「良心ある科学」とも呼ばれ、練金学士は自ら発案した物に責任を持たなくてはならない。そのため、技術を無闇に公開することはなく、秘密主義と揶揄される場合もある。良心なく研究をすすめる者は練金学協会より追放されることもある。
練金学協会
練金学、および体系魔術の悪用を戒め、健全な技術の発展のための互助協力を目的としたラ・ギアス全土の練金学士を統轄する組織。ラングランの王室アカデミーが母体となって設立された。
場合によっては国家権力以上の権力を有し、独自の査問会とそれに応じた司法、処刑権があり、学問の悪用を行った者を独自の判断で処刑する権利を持つ。研究者の倫理的、人道的な成長を第一の目的とするため、新しく発見された定理、原理、法則、物質などは、その対抗手段が発見されない限り、公表しないことを原則としている（これが技術のブラックボックス化を促す原因となっている）。
これらの規則に違反した者は協会を追放され、以後いかなる協力も受けられなくなるだけでなく、悪しければ処刑されることもある。作中ではゼツ・ラアス・ブラギオは30年ほど前に規則に違反し、協会を追放され、現在も指名手配されている。
また、正規の練金学協会とは別個に、私的に練金学を研究するグループや練金学士も存在するが、資金力、情報量、人材の絶対的不足のため、練金学協会と比較して微々たる力しか有していない。
練金学技術による産物
クリスタルビジョン
地上世界におけるテレビのようなものだが、こちらは電波では無くエーテル波に映像と音声を乗せて送受信している。また、電話のように双方向通信も出来るため、テレビというよりはパソコンに近い。
地上の電化製品と異なり、ラ・ギアスでのこういった製品は、耐用年数が非常に長く、大事に使えば200年は持つと言われる。また、立体映像を投影するタイプのホロテレビも存在する。
転移ハイウェイ
特定の2点間の空間を歪曲させて繋ぐ門のようなもので、「ゲート」とも呼ばれる。
各一般家庭にまで普及しており、ラ・ギアスでは移動や流通のほぼ全てがこれによって行われ、その為、都市間を結ぶ整備されたルートを必要としない。ただし、短距離の移動には不向きであり、また、極端に大きな物体は転移出来ない等の欠点もある。
フローラー
転移ハイウェイ以外に使われる、個人向けの移動補助手段に使われる乗り物で自動車に近いが、車輪はなく、地上10センチほどを浮いて移動する。スポーツ的な要素が強い。

#### 魔法
プラーナの特殊な活用から生じる、魔力と呼ばれる強い観測作用を利用した一種の超能力。
一般的には意志魔法と影響魔法の2種類が存在する。
意志魔法は個人の魔力によって直接発動するため、咒文の詠唱を必要としないが、術者の魔力によって強弱に個人差があるため、完全には体系化されていない。イメージとしてはESP能力に近い。各自治体ごとに存在する共同修練場などで習うことが出来るため、現代の地上世界における武道的な側面が強い。
影響魔法は、言葉（咒文の詠唱）と「真の名前（トゥルーネーム）」による咒力的影響を相互増幅するもので、咒文の声による音波を利用することで、一種の共鳴現象を引き起こし、これに一定の韻を持たせることによって、共鳴現象を更に強化させるというもので、これが魔法に咒文の詠唱が必要な理由になっている。当然ながら、影響魔法の方が効果が高いが、使用するには高度な知識を必要とする。「真言」という特殊な人工言語を使用する魔法も存在する(一般的な真言とはまた別)。
以下は作中に登場した主な魔法。
召喚術
前述のゲートを開くことで文字通り遠隔地に存在する対象を呼び込む魔術。魔装機神I第1章では魔装機操者候補を、『EX』では地上やバイストンウェルから機動兵器とそのパイロットを召喚するために使用された。
機械的にプログラム化されており、召喚する際に特定の条件を付与できるが、「強い闘志が残留している機動兵器とそのパイロット（『EX』）」、「高いプラーナを持っている人間（LOE）」といった簡単な条件でしか指定出来ないため、最初の魔装機計画で操者候補を召喚した際には、ルビッカのような殺人狂が召喚されてしまった。
術自体はゲートを開くことと同義であるため、使用出来る術者は少なく、大規模な召喚が出来る術者となると数える程度しか存在しない。
召喚と同時に翻訳の魔法がかけられるため、地上人とラ・ギアス人の間での意思疎通に支障はない。ただしラ・ギアスの文字までは解読不可。
蘇生術
『EX』でルオゾールが使用。地上（宇宙）で死亡したシュウを蘇生させたが、術が不完全だったため記憶障害を引き起こし、結果として、ヴォルクルスの支配を断ち斬る切っ掛けとなった。
転移術
LOE第1章の終盤のシュテドニアスによる大規模なテロの際、魔装機の大部隊を王都に送り込むのに使用された。強力な術者でなければ使用不可能とされる。
治癒術
LOE第1章の終盤、ウェンディが自身の傷を治すのに使用した。プラーナの消費が激しいので本来は自分に掛けるのには不向き。
死霊傀儡の外法
デモンゴーレムや死霊装兵の召喚。前者は比較的ポピュラーな術だが、後者は主に邪信徒が使用している。
ゲアス
強制魔法と精霊の支配法の2種類が存在する。前者はマインドコントロールの一種で、対象の記憶の中に特定行動に対する規制を封じ込め、その行動を取れないようにする術。また後者は、各精霊の系統毎に、その精霊に対し有効な力を発揮する系統の術を使用することで、その精霊を意のままに操る方法で、『EX』でシュテドニアス軍が鹵獲したザムジードを起動させるために使った術（この際には大地の精霊に有効な焔のゲアスが使用された）。支配された精霊にかなりの苦痛を与えるようで、ミオは「ザムジードが泣いてる」と評した。
影縛り
『EX』にて、カークス軍のレスリーがテリウスの動きを封じる際に使用した術。テリウスは自力で束縛から抜け出したが、これはテリウスに並外れて高い素質があったためで、本来人間が自力で解くことは不可能。
かくれみの
その名の通り、気配を断ち精霊レーダーにすら反応しなくなる魔法。後述の「隠形の術」よりもよく知られる術で、マジックアイテム化されているのか、リューネ達地上人も奇襲の際に使用している。
隠形の術
主にルオゾールが使っていた術で、精霊レーダーにも反応しなくなる上に、広範囲に影響を及ぼせるため、大部隊を完全に隠すことも可能。範囲と時間を絞り込めば、前述の「かくれみの」のように完全に気配を断つこともできる。のちにウェンディによって咒素子にしたことによって、誰でも使用可能になった(ただし、簡単には入手できない上に短期間のみ)。
いまだにこの術に対抗する術は確立されていないため、どの国でもお手上げ状態となっている。
マジックアイテム（名称不明）
ショウ・ザマがシュテドニアス軍に捕らわれたリィナを助けるために敵の移動要塞に潜入する際にテュッティから渡されたマジックアイテムで、一種の催眠ガスのようなもの。「眠りよ」というキーワードを唱える事で、約10メートル四方の人間を眠らせることができる。ただし使い捨てのアイテムで、3回までしか使用出来ない。
咒文記憶素子
地上の技術を応用してシュウが自作したマジックアイテム。額に張り付けて使用することで、一定以上の魔力の持ち主であれば、その知識に関係なく高度な咒文を詠唱可能になる。こちらも使い捨てで一回のみ使用可能。
操神術
アストラル界から人間の精神を操作する、超強力な催眠術。熟練の術師ですら解除が困難だという。シュウも、この術を解除する咒素子を用意するのに1週間かかる。

#### 結界
ラ・ギアスの街や主要な建物には、爆発物や大規模な破壊魔法などを中和する結界が張られている。だが、この結界は一定以上の力を抑える効果はないため、テロリストは魔装機の力で建物を破壊するテロ行為を行うことができる。また都市には「保存」や「修復」の咒文もかけられており、ユニットが待機するとHPやENが回復するとされる。
これらの都市結界のほかに、ラ・ギアス全土にはヴォルクルスの復活を抑制する「調和の結界」が存在する。この結界はラングラン国王の魔力を供給源としており、イラ湾の海中などに存在する「調和の塔」と呼ばれる維持装置によって維持される。結界への魔力供給はラングラン国王に課せられた責務であり、このことから王位継承権を得るためには魔力テストに合格しなければならない。
しかし、魔装機神I第1章の終盤にヴォルクルス信徒と結託したシュテドニアス軍の工作によって、当時の国王アルザールが死亡したため「調和の結界」は崩壊。『EX』でヴォルクルスの復活を許している。『EX』終盤においてフェイルが、魔装機神I第2章ではフェイル達兄弟のまたいとこにあたる人物がそれぞれ王位についているが、デメクサによれば「調和の結界」自体はまだ不完全とのこと。
この結界は魔装機のほかにビーム系兵器に対しても効果が薄いため、電離プラズマ砲による大量虐殺を許してしまった。

#### 使い魔
「ファミリア」とも呼ばれる。魔装機神操者が自身の無意識の一部を切り取って実体化させた存在で、機体との精神的なリンクや操縦時のサポート等の様々なアシスト、主人の護衛、魔装機神各機に搭載された遠隔攻撃兵器ファミリア（ハイファミリア）に憑依して敵機を攻撃するなどの役目を果たす。人間並みの知能を持ち人語を解するため、作戦の提言や機体のメカニックの管理や修繕を行うこともある。
主人の無意識から作られるが、「ペルソナ」が反映されるため、主人と似た性格になるとは限らない。基本的には主人には忠実（マサキのファミリアのクロとシロのように主人と同レベルの口喧嘩をするものも希にいるが）。普通に飲み食いするが、基本的には食事は必要なく一か月程度なら飲まず食わずでも支障はない。また、無意識を実体化している関係で主人の影の中に入ることも出来るため、普段は影の中で待機していることが多く、マサキのファミリアのように常時、実体化している者は少ない。
使い魔の数は魔装機神の資質や操縦者との相性などの条件により自動的に決定される。通常、なんらかの動物の姿をとることが多いが、どんな姿（動物）にするかは主人が自由に決められる。魔装機神操者は全員、ソラティス神殿のイブン大神官に使い魔を作ってもらっている。
一般的には、高い魔力を持った魔術師が自身のサポートのために生み出す疑似生命であるため、魔装機神操者以外でも連れていることがあるが、魔装機神操者クラスの高いプラーナでなければ生み出せない。作中に登場した魔装機神操者以外の使い魔はシュウのチカだけである。

#### 予言
ラ･ギアスでは地上とは異なり、予言が信頼性の高い未来予測の手段として用いられる。ただし、得られる予言の内容は選ぶことができず、まったく意味の無い予言を得る場合もある。また、予言は予言者自身の意識が時空を超え他者の意識と同調することで行われるため、対象の主観に影響され、具体的な事柄が判別しにくく、「滅亡の予言」における「魔神」や「大きな影」のような抽象的な表現になる事がある。予言が行えるのは魔力の素養が高い人物に限られ、ラングラン王国では「未来見」と呼ばれ、登場人物ではモニカ王女がそれにあたる。
「滅亡の予言」における魔神
具体的に魔神と指摘された存在はシュウ・シラカワの愛機グランゾンのみである。
Iの第一章は、地上と宇宙で「シュウを追い続けたマサキ」の原点及び背景がどこに由来するものなのかをユーザーに明かすための物語でもあるのだ。
「巨大な魔神がラングランを滅ぼす」は、焼き払われた王都ラングラン市に佇んでいたグランゾンを目撃した他者の意識に同調した未来見の抽象的な形容。
「そして、それはラ・ギアスにいけるものすべてに厄災をふりまく」は、王都の街並みと王宮を破壊したと思しき巨大な魔神の破壊的行動が、ラ・ギアス全土で繰り広げられるようになると直感を働かせた他者の主観に影響されたものといえる。なお、この予言は「予言の日は、遅くとも十年後」と予測されており、十年以内に発生するイベントとして扱われている。きっかり十年後に起きる事件というわけではない。
ラ・ギアスにとって脅威となる存在
Iの第二章のシナリオ「メモリアル・デイ」で未来見がみた新たなビジョンに登場する。第一章の予言の魔神とは別存在である。
一年以内に降臨、サイバスターが立ち向かうべき存在、結果的に対象として該当するのは「カドゥム・ハーカーム」ということになる。

#### ラプラス変換理論
予知能力に付随する曖昧さを可能な限り排除するために発展した変換理論で、考案者の名を取ってこう呼ばれる。国政にも用いられ、この理論のためラ･ギアスでは予言の信憑性・社会的信頼性が高く、オカルトの域を出ない地上の予言とは一線を画している。

#### ラプラス・コンピューター
正式名称はラプラスデモンタイプ・コンピューターであり、サイバスターほか、各魔装機に搭載されている。ラ・ギアスでは比較的普及しているラプラスの悪魔の名を冠するコンピューターであり、ラプラス変換理論が応用されている。機体や兵器の制御のみならず、使う者の魔力次第で因果律を計算し尽くし、未来予測が可能となっているが、マサキの場合は能力が未熟なため、その力を完全に発揮することはできない。『第2次』では脱出ルートを調べるのに使用し、『第3次』では敵のエネルギープラントを探知したりと、なにかを探索することが多い。『α』では、その機能に目を付けたユーゼスに機体ごと狙われた。『EOC』ではポゼッション時に発動する最強技「アカシック・ノヴァ」で完全に力を発揮させ、因果律演算を行う。

#### 武術
ラ・ギアスに普及している武術には、以下の二大流派がある。この二大流派は魔装機の操縦にも応用できる為、修得者は魔装機で各流派の技を使用可能である。
神祇無窮流（じんぎむきゅうりゅう）
剣神ランドールが無窮流を発展して立ち上げた流派。技ではなく「人を育てる剣」と呼ばれる。素養の無い者には習得が難しいため、正当伝承者は少ないが、奥義を極めなくとも充分に実用的であるため、修得者は多い。使い手を選ぶ流派で、強くなれる者となれない者がはっきり分かれる。基本的には剣術の流派だが、空拳術や鎌刀術などにも応用出来る。
主な修得者はゼオルート、エラン、プレシア、ファング、ガエン、ライコウなど。マサキはゼオルートとの訓練で無意識の内に型をある程度覚えたが、はっきり修得したわけではない。
「神祇」とは「天の神、地の祇（くみつかみ）」を意味しており、精霊をあらわす。流派の全てを極めるには精霊との融和が不可欠であるらしい。
不易久遠流（ふえきくおんりゅう）
無窮流を解析し系統立てて完成させた、5000年近い歴史を持つ武術の総合流派。合理的で万人に受け入れやすいため、広く普及し伝承者の数は多い。しかし、完成された剣なので分家はほとんどいない。開祖はテンバレン・ゼイシュノン。
ジノによれば、武芸十八般を会得する事が免許皆伝の必須条件との事。
主な修得者はシュメル、ザッシュ、ジノ、ロザリー、レッフェン、サンドリーブ姉妹など。
應變自顕流(おうへんじげんりゅう)
不易久遠流の数少ない分家の一つ。神祇無窮流の流れを汲むがその悪い影響も受けており、使い手を選ぶ剣となっている。マイナーな流派らしい。開祖はオーゼン・ドクティム。
主な修得者はロザリー、ムデカなど。

### エネルギー・物質
プラーナ
生命が持つ生体エネルギーを指し、俗に言う「気」や「オーラ」のようなもの。常に人の表層を覆っており、感情の起伏によって増減する。魔術や結界等を発動させるための魔力とは別物。魔装機の操縦にはプラーナが必要となる（当初は地上人を召喚する予定がなかったのに操縦にプラーナを要求する設計にしていたことや、ルジャノールなど魔装機でないただの機械の性能にもプラーナが影響することから、ラ・ギアス製の機械全般が稼動エネルギーをプラーナに頼っている可能性がある）。
プラーナが高ければ高いほど魔装機の性能を引き出すことができるが、逆に低いと動かすこともできない。一般に激しい感情を持つ者ほどプラーナが高く、精神的に成熟して（感情の起伏に乏しい）いるラ・ギアス人より地上人の方がプラーナが高い傾向がある（ファングなどの例外はいる）。そのため、魔装機を開発したものの操者がほとんどいなかったラングランは、魔装機操者を集めるために地上人の召喚を行った。ゲーム中ではプラーナの値がそのまま機体性能にプラスされるため、プラーナが高い方が魔装機操縦に有利という設定が生かされている。前述の通り、感情の起伏の激しい者ほど高いプラーナを持つ傾向にあるが、マサキのように表面的に感情の起伏が激しい者と、テュッティやミオのように内面的な感情の起伏の激しい者との二種類存在する。
また、マサキは精霊憑依を起こした際大量にプラーナを消費し、極度に疲弊したことがあることから、プラーナは人間の生気ともいえ多量に消費すると命を落としかねないとわかる。そういった危険な状態に陥ったときの応急手段として対象者に口移しでプラーナを補給することが一般的な処置法として知られるが、あくまで応急処置であり、その後しかるべき処置を執る必要がある。当然口移しを行った者はプラーナを消費する。なお、軽度の消費であれば自然回復が可能である。「気」と同質なためか、丹田呼吸法などで溜め込むことが可能。
『POJ』の時点でプラーナ補助の技術が進歩したために魔装機に乗れるラ・ギアス人が増えている。
プラーナ増幅装置
シエーナが開発している特殊な回路。操者と機体の同調率を高めてプラーナを増幅する事が可能となる。
フルカネルリ式永久機関
ラングランで建造された機動兵器の動力機関であり、精霊とエーテルを利用して無から有を生み出す事が可能。従来のオルフィレウス式永久機関を基に練金学士のフルカネルリが考案した為に、こう呼ばれる。オルフィレウス式に比べ、数十倍のエネルギーを取り出せるが、製造に特殊な契約を必要とし、大量生産はされていない。エネルギー変換効率を高めるために生体エネルギーであるプラーナを必要としており、理論上はプラーナが続く限り永久に稼動する。しかし稼動には高いプラーナが必要であり、特に魔装機神と呼ばれる4体の機体は事実上、地上人にしか扱えない。なお、同永久機関にとってプラーナはあくまで効率的にエネルギー変換を行うための要因であって、プラーナがなくても起動自体はできる。また、理論自体はフルカネルリが100年ほど前に完成させていたが、実現されたのは最近になってから。
オリハルコニウム
ラングランのトロイア州近辺でのみ産出される希少金属。地上にはほとんど存在しない。モース硬度12.5という強度を誇り、高い剛性や弾性、対魔術防御力を持つため魔装機の装甲に使用される。精神感応金属でもあり、離れていても想いを伝えられるとされるため、この結晶体で作られた装飾品を恋人に贈ると大変喜ばれ、一部ではプロポーズの証としてプレゼントされているらしい。マサキはそれを知らずに（ベッキーの差し金で）ウェンディにオリハルコニウムのペンダントを贈ったことがあり、それが物語終盤に重要な役割を果たすこととなる。
なお、オリハルコニウムは地上の機動兵器であるRシリーズの装甲や武器の材料に使われている。地上では産出されないとされるオリハルコニウムがなぜ地上に存在するのかは、『スーパーロボット大戦α』ではシュウが地上に持ち込んで提供したという設定があるが、シュウがRシリーズ開発に協力していない『スーパーロボット大戦ORIGINAL GENERATION』では理由が長らく謎のままであった。この点は『スーパーロボット大戦OGサーガ 魔装機神 THE LORD OF ELEMENTAL』でも語られていなかったが、『第2次スーパーロボット大戦OG』でαシリーズと同様、シュウが地上に持ち込んだのではないかという推測を、SRXのデータをみたセニアが立て、『スーパーロボット大戦OG ダークプリズン』ではシュウの口からイングラム・プリスケンに提供した旨が語られている。なお、地上では産出されない点はRシリーズのネックとなっており、Rシリーズの合体形態であるSRXの合体制限の理由にも挙げられる。
エーテル
質量を持たず絶対空間に偏在している物質、あるいはエネルギー。重力波や精神波の媒介物質となるため、エーテル通信機の通信媒体に使われる他、サイバスター等一部の魔装機は推進媒体にも利用している。地上にもラ・ギアスにも存在するが、地上では探知に成功した例は無い。なお、古典物理学における光の媒介物質であるエーテルとは別物。
エーテル通信機
エーテルを媒体に精神波を利用した通信機。精神波は時間的にも空間的にも偏在であるため、距離に関係なく同時通信が可能であり、地上とラ・ギアス間でも通信可能である。そのため、『EX』のEDでマサキは地上で何かあった時に駆けつけるためにと、甲児にエーテル通信機を渡している。しかし、『F』で甲児が語ったところでは、呼びかけても何の反応もなかったらしい（ただし、マサキはそれに応じて地上に来ている）。また、『第4次（S）』ではある理由から甲児に呼びつけられ、それに激怒したマサキによって取り上げられている。OGシリーズでは『第2次OG』でリュウセイに渡しており、その後はルオゾールの姿をさっぱり見かけなくなったことから、マサキのほうから連絡を入れてきている。なお、エーテル気流が乱れると通信が困難になるという欠点がある。

### 国家以外の組織

#### 部隊
魔装機神隊
ラングラン王国で開発された魔装機神と操者を中心とする部隊。住居はラングラン国内に存在し物資の支援も受けるが、魔装機神操者の「あらゆる権力に縛られない」という特性から、独立した部隊として行動している。
アンティラス隊
『LOE』での戦いを踏まえ、『ROE』にて聯盟のもとに結成されたラ・ギアス全土の治安維持を目的とした独立部隊。それまで通称「魔装機神隊」と呼ばれ、ラングランの治安維持に当たってきた魔装機操者たちを中心に編成されている。「アンティラス」とはラングランの創世神話に登場する「全てを生み出した女神」の名前。旗艦兼ホームは巨大戦艦フリングホルニ。主に様々な紛争地域に赴いて調停を行ったり、報奨金と引き換えに依頼を受けて厄介事の解決を行う。
部隊とは言うものの国家元首に相当する権力がある4人の魔装機神操者達を筆頭とした構成のため、実質的に移動する独立国家に等しいものになっている。また、クルーは家族ごと乗艦している。隊の代表は最高評議会評議長のワグネル・グラン・チェレンドル。しかし隊の最高意志決定機関は4人の魔装機神操者達であるため、彼らの決定が隊の最終的な行動方針となる。ただし、魔装機神操者が単独で勝手に動くことは規制できないものの、アンティラス隊としての行動には代表の許可が必要である。
結成の経緯からメンバーの大半はラングラン関係者で占められ、魔装機神をはじめとしてラングランの練金学協会が詳細を秘匿している軍事技術が集中している。アンティラス隊の言い分としては、高位精霊と契約している魔装機神はラ・ギアス人の無意識の集合である精霊の意に反した行動は取れないため暴走の危険は無いとしているが、精霊信仰の薄い国などからは存在を危険視する声も上がっている。その結果、『POJ』にて反アンティラス隊が発足することになった。
内部組織として、諜報機関の「セニア機関」、隊の関連グッズ販売を行う「アンティラスショップ」がある。
活動資金は、同隊結成に伴いラングランからの資金援助がほぼ無くなったために事実上独立採算制となっている（国から金食い虫の厄介払いをされた形になっており、その噂が士官学校にまで広がっていることが同隊への志願者が少ない要因になっている）。そのため、活動予算はマサキが個人資産を寄付、平時の運用資金はアンティラスショップの売り上げなどで賄うことになっている。
反アンティラス隊
パーゼミュート社が組織した部隊。強力な戦力を多数有しているアンティラス隊への対抗という名目で各国から存在を承認されている。一時期は同隊と敵対関係にあったラーブァナの継承者・究理開明団・平和連合急進派を吸収していたが、第1部隊長であるドーソンの失脚に伴い隊から離れた。

#### テログループ
ラーブァナの継承者

究理開明団

平和連合急進派

#### 企業
ベルロード社
エリアル王国に本社を置く魔装機開発会社。主要な開発機体はエリアル王国軍の主力機となっているスヴェンドシリーズ。
マルテナ社
ラングラン王国に本社を置く民間軍事会社。前身はカナン総合警備管理事務所で、現在も株式会社として運営されている。『ROE』に登場。
元来は警備会社であったが、『春秋戦争』によって事業規模を大幅に拡大し、民間軍事会社として再編された。独自に魔装機の開発・量産を行うほどの技術力を有する。
カスタマイズされた魔装機と傭兵によって構成される兵力を有している。配備されている魔装機は黒や紫を基調とした専用カラーリングが施されている。主にシュテドニアスで運用されている量産型魔装機の他、ラングラン製の超魔装機デュラクシール、シュテドニアス製のバイラヴァ、更には魔装機神と同等の能力を有する魔装機帝ゼルヴォイドを配備するなど、その軍事力はかなり高い。所属する傭兵も腕利きが揃っている。
劇中では自社の権益拡大のため南部シュテドニアス聯合からの依頼を受け、行く先々でアンティラス隊と交戦するが、前身のカナン総合警備管理事務所時代にゼオルートが購入していた株をマサキが相続し、セニアが組んだ資産運用プログラムを放置した結果、その割合が会社の経営に多大な影響を（それこそ会社を乗っ取れるレベル）にまで達していたため、知らぬ間に大株主と敵対するという事態になった挙句、権益拡大の目論みが頓挫したばかりか、最終的にはアンティラス隊の公社と化してしまった。
パーゼミュート社
反アンティラス隊を擁する民間軍事会社。モーダル・ゼオ・オーザンが社長を務める。『POJ』より登場。
マルテナ社魔装機開発部門及び傭兵派遣部門が独立して発足した新企業。そのため、独自の軍事力を配備する能力は引き続き保有している。
高性能・安定性・生産性を兼ね備えた傑作機ニムバスなど、高性能な魔装機を生産して反アンティラス隊に供給している。機体のカラーリングはマルテナ社時代と同じく黒と紫を基調とする。
イルゼノン社
アルメラ共和国に本社を置く魔装機開発会社。主な開発機体はアルメラ共和国軍の主力機であるリジェリオールシリーズ。
比較的新しい企業であり、リベラルな社風が持ち味。地上で使用されている機動兵器に関心を寄せており、PTやAMに採用されているユニバーサル・コネクターによる兵装の共用化など多方面で地上の技術を取り入れて魔装機を開発している。そのため他社製の魔装機とは異なり、いかにもメカといった外見を有した機体が多い。

#### ヴォルクルス教団
サーヴァ・ヴォルクルスを信奉し、三邪神の完全復活を目論む邪教徒集団。